# Таурианова
Таурианова (итал. Taurianova) — город в Италии, располагается в регионе Калабрия, подчиняется административному центру Реджо-Калабрия.
Население составляет 15 933 человека (на 2004 г.), плотность населения составляет 336 чел./км². Занимает площадь 47 км². Почтовый индекс — 89029. Телефонный код — 0966.
Соседние коммуны: Молочио, Читтанова, Оппидо-Мамертина, Терранова-Саппо-Минуо, Вараподьо.
Покровительницей коммуны почитается Пресвятая Богородица (Maria della Montagna). Праздник ежегодно празднуется 8 сентября.